# Guoyuan (socken i Kina, Sichuan)
Guoyuan (kinesiska: 郭元乡, 郭元) är en socken i Kina. Den ligger i provinsen Sichuan, i den sydvästra delen av landet, omkring 270 kilometer norr om provinshuvudstaden Chengdu. Antalet invånare är 3 992. Befolkningen består av 1 910 kvinnor och 2 082 män. Barn under 15 år utgör 20,0 %, vuxna 15-64 år 71 %, och äldre över 65 år 8,0 %.
Genomsnittlig årsnederbörd är 797 millimeter. Den regnigaste månaden är maj, med i genomsnitt 148 mm nederbörd, och den torraste är januari, med 5 mm nederbörd.